# Fachkraft für Hafenlogistik

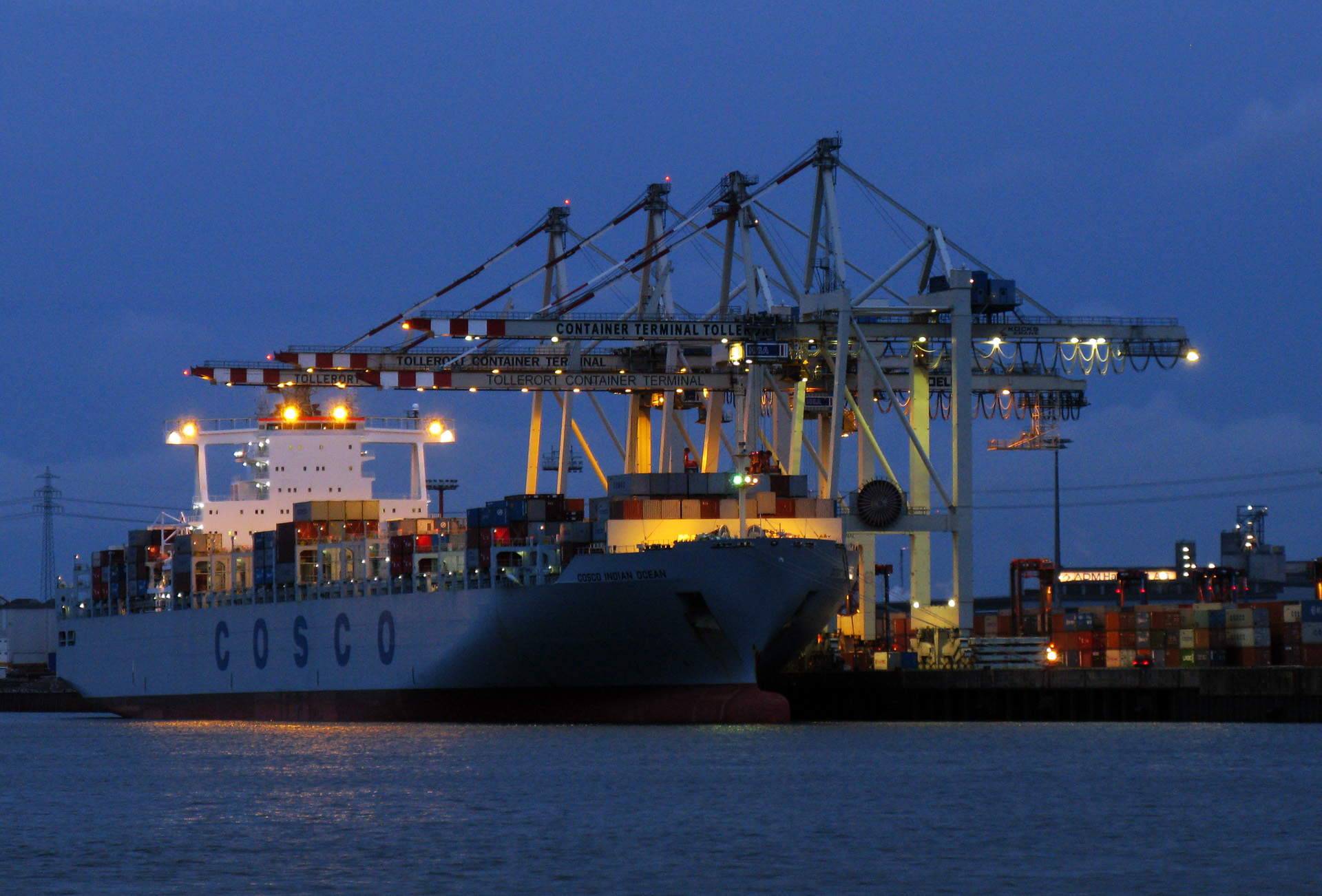
Containerschiff im Hamburger Hafen bei Nacht

Fachkraft für Hafenlogistik ist der Name eines staatlich anerkannten Ausbildungsberufs in Deutschland. Die Ausbildung ist in der zum 1. August 2006 in Kraft getretenen Verordnung über die Berufsausbildung zur Fachkraft für Hafenlogistik vom 20. Januar 2006 geregelt. Die Fachkraft für Hafenlogistik ersetzt den Seegüterkontrolleur, dessen Ausbildung in der Verordnung über die Berufsausbildung zum Seegüterkontrolleur vom 4. Februar 1975 geregelt war.
Die Ausbildung dauert in der Regel drei Jahre und wird im dualen Berufsausbildungssystem durchgeführt.
Nötig wurde die Einführung eines neuen Ausbildungsberufs vor allem, um auf geänderte Bedingungen im Bereich des Güterumschlags, der Lagerung und der Ladungs- und Warenkontrolle zu reagieren.

## Ausbildungs- und Einsatzorte

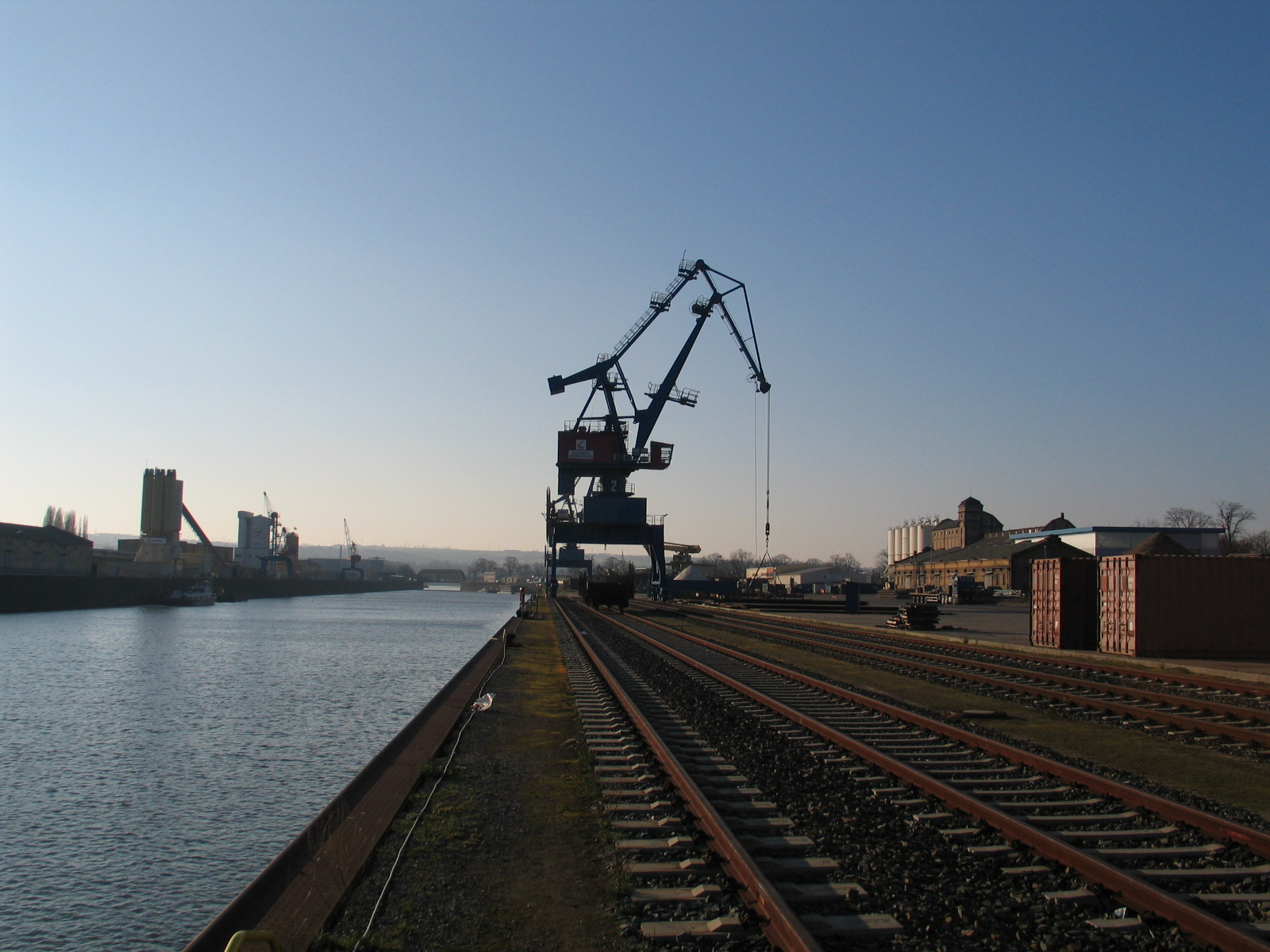
Alberthafen im Ostragehege (Dresden-Friedrichstadt)

Ausgebildet und eingesetzt werden Fachkräfte für Hafenlogistik in erster Linie in Betrieben der Hafenwirtschaft, die Waren umschlagen oder lagern bzw. in der Warenkontrolle von Seehafenbetrieben. Arbeitsort ist vor allem im Hafen an Umschlagsplätzen oder auf Schiffen, aber auch in der jeweiligen Abteilung im Büro.
Die Ausbildung kann in See- oder in Binnenhäfen absolviert werden.

## Aufgaben der Fachkraft für Hafenlogistik
Neben allgemeinen Bereichen wie zum Beispiel Arbeits- und Tarifrecht, Sicherheit und Gesundheitsschutz bei der Arbeit und Arbeitsorganisation werden Fachkräfte für Hafenlogistik mindestens in den folgenden Bereichen ausgebildet:
- Umweltschutz
- logistische Prozesse und qualitätssichernde Maßnahmen
- Güterkontrolle und werterhaltende Maßnahmen
- Lagerung und Bearbeitung von Gütern
- Ladungsplanung, z. B. Stauplan
- Umschlag von Gütern
- Container
- Umschlags- und Versandpapiere
- Umgang mit Gefahrgut

Fachkräfte für Hafenlogistik
- überprüfen ein- und ausgehende Waren auf Menge, Beschaffenheit und auf ihre Übereinstimmung mit dem in den Ladungspapieren angegebenen Zustand
- klären Mängel mit dem Ablader bzw. für die Ladung verantwortlichen Person und beseitigen bzw. verändern diese
- stellen Maße und Gewichte der Ladung fest bzw. berechnen und kontrollieren diese
- ziehen Proben oder erstellen verschiedene Muster wie das Verkaufs- oder Arbitragemuster
- sind zuständig für die Ein- und Auslagerung von Gütern und deren sachgemäße Lagerung
- bereiten den Versand besonderer und gefährlicher Güter vor und überwachen diesen
- überwachen das Be- und Entladen von Containern und Schiffen
- überprüfen Schiffsräume und Verladeeinrichtungen auf die erforderliche Sauberkeit[4]

## Weiterbildungsmöglichkeiten
Weiterbildung u. a.:
- Verkehrsfachwirt
- Betriebswirt/in für Logistik

Studium z. B.:
- Bachelor im Bereich Logistik